# VIP Dance
VIP Dance e българската версия на австралийското танцувално шоу „Strictly Come Dancing“.
В България  се излъчва по „Нова телевизия“ и в него се надпреварват отбори от по 4 души – 2 известни личности и 2 професионални танцьори. Всеки танц се изпълнява едновременно от всички членове на отбора. Форматът е на холандската продуцентска компания Ендемол.
Според регламента всяка седмица има 2 състезателни вечери – в понеделник и вторник, а по-късно – в неделя и понеделник, като отборите представят по 1 танц в предварително зададен стил. Журито оценява и двата дни, а четирите отбора с най-нисък резултат биват номинирани за отпадане. В петък номинираните отбори изпълняват по 2 танца – 1 на известните личности и 1 на хореографите. Зрителите гласуват за своите фаворите и в края на предаването отборът с най-нисък процент зрителски вот напуска състезанието.

## Сезони
| Сезон | Сезон | ТВ канал | Година | Старт            | Финал           | Победител                                                      |
| ----- | ----- | -------- | ------ | ---------------- | --------------- | -------------------------------------------------------------- |
|       | 1     | Нова ТВ  | 2009   | 8 септември 2009 | 30 ноември 2009 | Райна, Фахрадин Фахрадинов, Сашка Димитрова и Светлин Димитров |

## Първи сезон
Първият сезон стартира на 8 септември 2009 г. Финалът на 30 ноември е спечелен от Райна, Фахрадин Фахрадинов, Сашка Димитрова и Светлин Димитров.

### Участници
- Райна (попфолк певица) и Фахрадин Фахрадинов (актьор) (победители)
- Мария Силвестър (модел, тв водеща) и Борислав Захариев (актьор)
- Елица Тодорова (народна певица), Симона Пейчева (гимнастичка) и Крум (поп и попфолк певец)
- Тереза Маринова (лекоатлетка), Любо Киров (поп певец) и Йордан Йовчев (гимнастик)
- Анелия Раленкова (гимнастичка) и Николай Сотиров (актьор)
- Кристина Милева (модел) и Деян Донков (актьор)
- Николета Лозанова (модел) и Найден Найденов (тв водещ, участник в Big Brother 1)
- Мира Добрева (тв водеща), Светлозара Трендафилова (тв водеща, участник в Big Brother 1), Мишо Шамара (рап изпълнител) и Милен Цветков (тв водещ)
- Даниела Янков (тв водеща) и Камен Воденичаров (актьор)
- Ива Софиянска (тв водеща) и Атанас Михайлов (тв водещ, актьор)
- Диляна Попова (модел) и Борислав Сапунджиев (фризьор-стилист)
- Сашка Васева (попфолк певица) и Мариян Станков – Мон Дьо (журналист)